# Pectinariophyes reticulata
Pectinariophyes reticulata is een halfvleugelig insect uit de familie Machaerotidae. De wetenschappelijke naam van deze soort is voor het eerst geldig gepubliceerd in 1878 door Spangberg.